# V340 Большого Пса
V340 Большого Пса (лат. V340 Canis Majoris) — одиночная переменная звезда в созвездии Большого Пса на расстоянии (вычисленном из значения параллакса) приблизительно 15313 световых лет (около 4695 парсеков) от Солнца. Видимая звёздная величина звезды — от +12,6m до +11,4m.

## Характеристики
V340 Большого Пса — красная углеродная пульсирующая полуправильная переменная звезда типа SRA (SRA) спектрального класса C. Эффективная температура — около 4500 К.